# Mount Kazukaitis
Mount Kazukaitis ist ein Berg im Westen der Thurston-Insel vor der Eights-Küste des westantarktischen Ellsworthlands. In den Walker Mountains ragt er an der Basis der Hughes-Halbinsel auf.
Seine Position wurde erstmals anhand von Luftaufnahmen der United States Navy vom Dezember 1946 während der Operation Highjump (1946–1947) bestimmt. Das Advisory Committee on Antarctic Names benannte ihn 1961 nach dem US-amerikanisch-neuseeländischen Fotografen Frank Kazukaitis (1927–2008), der im Rahmen der von der US Navy unternommenen Expedition in die Bellingshausen-See im Februar 1960 an der Erstellung von Luftaufnahmen der Walgreen-Küste und Eights-Küste beteiligt war und an mehreren Kampagnen der Operation Deep Freeze teilnahm.